# Hargla oja
Hargla oja är ett 16 km långt vattendrag i landskapet Valgamaa i södra Estland. Hargla oja är ett nordligt (höger) biflöde till Mustjõgi som ingår i Gaujas avrinningsområde. Den har sin källa i sjön Suur-Apja järv i Karula kommun och sammanflödar med Mustjõgi i Taheva kommun. Vattendraget passerar byn Hargla som varit namngivande. Arujõgi är ett biflöde till Hargla oja.